# Pissonotus divaricatus
Pissonotus divaricatus är en insektsart som beskrevs av Spooner 1912. Pissonotus divaricatus ingår i släktet Pissonotus och familjen sporrstritar. Inga underarter finns listade i Catalogue of Life.